# Carabus smaragdinus
Carabus smaragdinus es una especie de insecto adéfago del género Carabus, familia Carabidae. Fue descrita científicamente por Fischer von Waldheim en 1823.
Habita en China, Corea del Norte y Rusia. Puede alcanzar una longitud de aproximadamente 26 a 37 milímetros. El cuerpo es bastante delgado y la superficie es de color verde metálico o cobrizo rojizo, según la subespecie. Los élitros son anchos, robustos y atravesados longitudinalmente por hileras de pequeñas puntas a modo de protuberancias. Los adultos se pueden encontrar de mayo a septiembre. Se alimentan principalmente de pequeñas criaturas como la lombriz de tierra.